# Thesea gracilis
Thesea gracilis är en korallart som först beskrevs av Gray 1868.  Thesea gracilis ingår i släktet Thesea och familjen Plexauridae. Inga underarter finns listade i Catalogue of Life.